# Kamno Brdo
Kamno Brdo je naselje v Občini Ivančna Gorica.